# انتخابات 2 (فلم)
انتخابات 2 (العنوان الحرفي: مجتمع أسود: الانسجام فضيلة)، والمعروف أيضًا باسم انتخابات العصابة في الولايات المتحدة، هو فيلم جريمة من هونغ كونغ من تصنيف الفئة الثالثة لعام 2006، من إخراج جون جي. توماس ويضم مجموعة كبيرة من الممثلين بما في ذلك لويس كوو، سيمون يام، ونيك تشيونغ. وهو تتمة لفيلم عام 2005 انتخابات، ويختتم الفيلم أحداث الفيلم الأول مركّزًا على زعيم العصابة لوك، الذي يكافح لإعادة انتخابه مع اقتراب نهاية فترة ولايته التي تبلغ عامين. يواجه منافسة من جيمي، الذي يريد التقاعد من العصابة ليصبح رجل أعمال شرعي، لكنه ينجذب إلى الصراع المحيط بالانتخابات.
حقق انتخابات 2 نجاحًا كبيرًا في شباك التذاكر في هونغ كونغ وتم عرضه كـ"اختيار رسمي" في مهرجان كان السينمائي 2006. وبعد ذلك، أصبح نجاحًا شائعًا في مهرجانات الأفلام الدولية.
كتب ستيفن تيو، مؤلف كتاب مخرج في العمل: جيمس تو وفيلم الحركة في هونغ كونغ (2007)، أن "انتخابات 2 هو أكثر فيلم سياسي مباشر تم إنتاجه في هونغ كونغ في حقبة ما بعد 97."

## القصة
لوك، الذي تم انتخابه رئيسًا لعصابة هونغ كونغ وو لين شينغ لمدة عامين خلال أحداث الفيلم الأول «انتخابات (فيلم 2005)»، يتأمل في كسر التقليد عن طريق السعي لإعادة انتخابه لفترة ثانية غير مسبوقة. يلتقي لوك بأبناء العصابة بالتبني، بيغ-هيد، جيت، جيمي، كون، والسيد سو. كون، الذي تم الإفراج عنه من السجن بعد أحداث الفيلم الأول، يعلن ترشحه لرئاسة العصابة. يطلب كون دعم لوك، لكن لوك يرفض. يعرض لوك دعم جيت لرئاسة العصابة إذا قتل من أجله، رغم أن الشيوخ في العصابة لا يحبذون جيت بسبب تهوره.
يرى شيوخ العصابة أن جيمي هو مرشح جيد للرئاسة لأنه أصبح رجل أعمال ناجح، لكن جيمي يرفض الترشح لأنه يحاول تغيير نشاطه التجاري في الصين من غير شرعي إلى شرعي، ولذا فهو حذر من السماح لنشاطات العصابة بالتأثير على أعماله. يقوم جيمي بترقية عضو العصابة ليك للعمل معه بشكل أوثق. خلال رحلة إلى الصين لرشوة مسؤول محلي، يتم القبض على جيمي وليك من قبل الشرطة الصينية. يقوم الضابط الكبير شي بالإفراج عن جيمي شخصيًا، مشيرًا إلى أن جيمي لا يمكنه القيام بأعمال في الصين إلا إذا أصبح الرئيس القادم لوو لين شينغ، وتعاون مع الشرطة الصينية، وتصرف بوطني.
بعد دخول جيمي الانتخابات كمرشح قوي، يحث لوك كون خلال رحلة صيد على الانسحاب من الانتخابات، طالبًا دعم كون لفترة ثانية للو، ومؤكدًا على دعمه في الانتخابات القادمة. يرد كون بعرض أن يكونا رئيسين مشاركين. ومع عدم تراجع أي منهما، يكاد ينشب صراع جسدي، لكن يصل الشهود إلى المكان، ويتفق الاثنان على القضاء على جيمي أولاً. يقوم جيمي بتوظيف القاتل المأجور بو، ثم يقوم بقتل ليك بعد أن يُبلغ الشيوخ في العصابة جيمي أن ليك هو مخبر شرطة.
يختطف كون الممول المالي لجيمي السيد كوك ويخفيه في تابوت مع بيغ-هيد. يهدد لوك بقتل السيد كوك إذا لم ينسحب جيمي من السباق، لكن جيمي يرفض. يخفي لوك عصا التنين، رمز سلطة الرئيس، في الصين. عندما يخبر الشيخ تانغ لوك بعدم الترشح لفترة ثانية ويتنبأ بصعود جيمي، يقوم لوك بقتل الشيخ تانغ شخصيًا ويرسل جيت لاغتيال جيمي. يأخذ جيت جيمي وزوجته رهائن. يشير جيمي إلى أن لوك يستخدم جيت بشكل خادع، بينما تضرب زوجة جيمي جيت وتهرب. يطلق جيت سراح جيمي دون أذى، الذي يرفض السماح لبّو بقتل جيت.
ينظم جيمي وبو عملية اختطاف لمساعدي لوك لإقناعهم بقتل لوك دون الكشف عن تورط جيمي. يوافقون بعد أن يقوم جيمي بقتل أحد مساعدي لوك شخصيًا ويطعم بقاياه للكلاب. يحاول كون اغتيال جيمي، لكنه يفشل. ينقذ بو التابوت الذي يحتوي على السيد كوك وبيغ-هيد، ويسلمه لجيمي. يقتل كون بو انتقامًا. يسلم جيمي التابوت للشرطة، مما يكشف عن اختطاف كون، مما يتسبب في هروب كون من هونغ كونغ. في هذه الأثناء، أصبح ابن لوك الفعلي بعيدًا عنه، حيث كان يؤدي أداءً سيئًا في المدرسة ويتعامل مع العصابات. يجد لوك عصابات تهدد ابنه، الذي يهرب. بعد فترة قصيرة، يتم اغتيال لوك من قبل مساعديه. بعد أن ينكر جيمي أمر قتل لوك، ينتخب الشيوخ في العصابة جيمي رئيسًا، ويتعهد بالتنحي في غضون عامين. لاحقًا، ينقذ جيمي جيت من هجوم رجال مسلحين، لكن جيت يرفض عرض جيمي للعمل معًا.
عندما يزور جيمي الصين مرة أخرى، تتقدم أعماله الشرعية بموافقة الشرطة الصينية. يقوم شي بتسليم جيمي عصا التنين، التي استولت عليها الشرطة الصينية من أحد مساعدي لوك. يشير شي إلى أن العلاقة الجيدة بين العصابة والشرطة الصينية تعتمد على خدمة جيمي كرئيس حتى يتمكن من نقل القيادة لأطفاله المستقبليين، حيث أن الشرطة الصينية لا تريد زعيم عصابة غير مسيطر وغير مستقر مثل لوك، بينما يساعد جيمي في الحفاظ على السلام في البلاد. هذا يصيب جيمي بالإحباط، لأنه كان يريد لنفسه ولأطفاله النجاح خارج العصابة. يقوم جيمي بلكم شي مرارًا، الذي لا يرد الفعل، بل يشكر جيمي على تعاونه المستقبلي. يقوم جيمي بدفن عصا التنين مع الشيخ تانغ. ينتهي الفيلم بإعلان زوجة جيمي عن حملها له، تاركة جيمي ليتأمل في مستقبل عائلته.

## طاقم التمثيل
- لويس كوو بدور جيمي لي
- سيمون رن بدور لام لوك
- نيك تشانغ بدور جيت
- جوردون لين بدور كون
- تشونغ سيو فاي بدور سو
- لام سويت بدور بيغ-هيد
- وونغ تين-لام بدور الشيخ تانغ
- مارك تشنغ بدور بو
- أندي آن بدور ليك
- يو يونغ بدور مساعد قائد الشرطة شي
- ألان تشوي تشونغ-سان بدور العم تانك

## الإصدار
لم يحصل الفيلم على إصدار في الصين القارية، على عكس الفيلم الأول.

### المهرجانات
ظهر الفيلم لأول مرة في مهرجان هونغ كونغ السينمائي الدولي 2006. كما عُرض انتخابات 2 في قسم "خارج المنافسة" (عروض منتصف الليل) في مهرجان كان السينمائي 2006، حيث حظي الفيلم بترحيب كبير من النقاد الدوليين. بعد ذلك، أصبح انتخابات 2 ضربة شائعة في دائرة مهرجانات الأفلام الدولية.
- الاختيار الرسمي في مهرجان كان السينمائي 2006 (عرض منتصف الليل خارج المنافسة)
- الاختيار الرسمي في مهرجان تورونتو السينمائي الدولي، مهرجان نيويورك السينمائي، مهرجان بوسان السينمائي الدولي، مهرجان سيتجز السينمائي، مهرجان شيكاغو السينمائي الدولي، مهرجان ملبورن السينمائي الدولي، مهرجان ستوكهولم السينمائي الدولي، مهرجان تورينو السينمائي، مهرجان AFI، فيلمكس طوكيو، مهرجان بالم سبرينغز السينمائي الدولي، مهرجان سانتا باربرا السينمائي الدولي، مهرجان روتردام السينمائي، مهرجان مار دل بلاتا السينمائي، مهرجان فيلادلفيا السينمائي، مهرجان إنديانابوليس السينمائي الدولي، مهرجان موسكو السينمائي الدولي، مهرجان لوكارنو السينمائي الدولي.

### توزيع هونغ كونغ
- عُرض انتخابات 2 في هونغ كونغ في 27 أبريل 2006 وحقق إيرادات تقدر بحوالي 13.57 مليون دولار هونغ كونغ محليًا؛ كانت أقل من إيرادات الفيلم الأول التي بلغت 15.89 مليون دولار هونغ كونغ، ولكن 13.57 مليون دولار كانت لا تزال عالية بالنسبة لفيلم حصل على تصنيف الفئة الثالثة (18+ تقييد) في هونغ كونغ.
- تم تسمية الفيلم كأفضل فيلم لعام 2006 في جوائز جمعية نقاد السينما في هونغ كونغ.
- في عام 2007، تم ترشيح الفيلم للجوائز التالية في جوائز السينما في هونغ كونغ: أفضل فيلم، أفضل مخرج، أفضل سيناريو، أفضل ممثل مساعد (سيمون رن) وأفضل ممثل مساعد (نيك تشانغ).

### توزيع عالمي
تم بيع انتخابات 2 لأكثر من 21 منطقة، بما في ذلك تارتان فيلمز للولايات المتحدة، أوبتيمم ريليسينج للمملكة المتحدة، ARP Selection لفرنسا، A-Film Distribution لهولندا، Ripley's Film لإيطاليا، Avalon Productions لإسبانيا، NonStop Entertainment لإسكندنافيا، Maywin Media لروسيا، Fine Films لليابان، هوبسكوتش فيلمز لأستراليا، California Filmes في البرازيل و791cine للأرجنتين.
في مايو 2006، حصلت تارتان فيلمز على جميع حقوق التوزيع في الولايات المتحدة لفيلم انتخابات 2. قامت تارتان فيلمز بإصدار هذا الفيلم في الولايات المتحدة سينمائيًا تحت العنوان الجديد انتخابات العصابة في 25 أبريل 2007. رغم حصوله على ترويج ضئيل جدًا، إلا أن الفيلم في الولايات المتحدة حقق أعلى متوسط إيرادات لكل شاشة في نهاية الأسبوع الذي عُرض فيه.

### الاستقبال النقدي
حصل انتخابات 2 على مراجعات إيجابية بشكل عام، مع تصنيف 96% "طازج" على روتن توميتوز. بالإضافة إلى ذلك، تم تصنيفه كأحد أفضل الأفلام لعام 2007 على ميتاكريتيك بدرجة 83 من 100. كتبت مانوهلا دارغيس من نيويورك تايمز أن الفيلم هو "فيلم عصابات مثالي."

## روابط خارجية
- الموقع الرسمي (الولايات المتحدة)
- IONCINEMA.com مقابلات مع جونجني تو
- انتخابات 2 على LoveHKFilm.com
- الصفحة الرسمية على MySpace (الولايات المتحدة)
- إعلان الفيلم في الولايات المتحدة نسخة محفوظة 28 سبتمبر 2007 على موقع واي باك مشين. (QuickTime)
- إعلان الفيلم في هونغ كونغ (QuickTime)
- مراجعة على Kaiju Shakedown، وهو مدونة فاريتي عن سينما آسيا
- مراجعة على HKCuk.co.uk
- مراجعة على فاريتي
- مراجعة على هوليوود ريبورتر
- انتخابات 2  في قاعدة بيانات الأفلام على الإنترنت (بالإنجليزية)
- انتخابات 2 على موقع أول موفي.
- انتخابات 2 في روتن توميتوز.